# Ruta A-31
La ruta A-31 es una ruta regional primaria que se encuentra en el norte Grande de Chile sobre la Región de Arica y Parinacota. En su recorrido de 164,3 km une la ruta 5 Panamericana y Arica con los poblados pre-altiplánicos ubicados al sur de Putre, como Tignamar, Belén y Chapiquiña, con accesos a lugares turísticos como el salar de Surire y los parques nacionales Lauca y Volcán Isluga.
La carretera inicia con trazado en ripio hasta las inmediaciones del poblado de Timar. Allí el camino, ahora de tierra, continúa sinuoso hasta su término, con presencia de curvas y la corta cuesta de Vizcachani. A ello se suman la existencia de cruces sobre quebradas en badenes, a veces interrumpido en días de verano por el fenómeno del invierno boliviano. 
El rol asignado a esta ruta fue ratificado por el decreto MOP Nº 2136 del año 2000.

## Ciudades y localidades
Los accesos inmediatos a ciudades y localidades, y las áreas urbanas por las que pasa esta ruta de oeste a este son:

### Región de Arica y Parinacota
Recorrido: 164 km (kilómetro 0 a 164).
- Provincia de Arica: Monumento Presencias Tutelares (kilómetro 0), acceso a Timar (km 64), acceso a Cobija (km 75).
- Provincia de Parinacota: Tignamar Viejo (km 107), Tignamar (km 108), Saxamar (km 114), acceso a Achacagua (km 116), Lupica (km 118), Belén (km 130), acceso a Pachama (km 138), Chapiquiña (km 145), Central hidroeléctrica Chapiquiña (km 151), acceso a Murmuntani (km 154 y 157), Paradero Zapahuira (km 164).